# The Forest (videojuego)
The Forest es un videojuego de terror supervivencia en primera persona de mundo abierto desarrollado por la empresa Endnight Games para las plataformas Microsoft Windows, PlayStation 4 y PlayStation 5. La versión Pre-Alfa del juego está disponible en Steam desde el 30 de mayo de 2014. Los primeros comentarios de la versión pre-alfa fueron altamente positivos. La versión final del juego tuvo su lanzamiento en PC el 30 de abril de 2018. Mientras que en la consola PlayStation 4 fue lanzada el 6 de noviembre del mismo año. El juego recibió una secuela titulada Sons of the Forest lanzada en acceso anticipado el 23 de febrero de 2023.
El juego es de tipo mundo abierto, donde hay diversas misiones, las cuales no cambian la línea principal del juego. El objetivo que tiene el jugador es sobrevivir y rescatar a su hijo desaparecido, después de que el avión en el que viajaban se estrellara en una isla llena de nativos mutantes y caníbales.

## Jugabilidad
En The Forest, el jugador dispone de un libro de supervivencia que lo guiará para sobrevivir en una península boscosa después de convertirse en el único sobreviviente de un accidente aéreo mediante la creación de un refugio, armas y otras herramientas de supervivencia, desde cócteles molotov, trampas, hasta un arco de flechas. Se podrán encontrar armas como una hacha vieja, katana, un arco moderno o una pistola (tendrás que recoger 8 fragmentos para craftearla). También es necesario satisfacer tanto el hambre como la sed y no enfriarse mucho por la noche, ya que esto llevará a la muerte. El jugador habita la península junto con varias misteriosas y aterradoras criaturas, una tribu de Caníbales y mutantes, que habitan en cuevas profundas debajo de la península y en poblados sobre su superficie. Si bien no necesariamente son siempre hostiles al jugador, su comportamiento habitual es agresivo, especialmente durante la noche. Sin embargo, los desarrolladores pretenden que los jugadores se pregunten si la tribu caníbal de la península es el maléfico enemigo del jugador, o viceversa. Por ejemplo, en su primer encuentro con el jugador, los caníbales pueden dudar en atacar y, en cambio, observar al jugador desde la distancia, intentando comunicarse con el jugador a través de efigies, y enviando patrullas alrededor del campamento base del jugador. En combate, intentan protegerse unos a otros de una lesión, rodear a los jugadores, arrastrar miembros heridos de la tribu a la seguridad, y de vez en cuando se rinden por miedo. Ellos también tienen miedo al fuego, y se abstendrán de acercarse al jugador si hay una fogata o una antorcha cerca. Aunque no hay misiones establecidas, hay un final opcional para el juego (también en las cuevas submarinas encontrarás unas armas como una katana y una pistola, pero ten cuidado de no encontrarte con los caníbales y/o aberraciones mutantes que tendrán ventaja en espacios cerrados y no dudaran en matarte).
The Forest cuenta con un ciclo de día y noche. El jugador puede construir un refugio y trampas, cazar animales y recoger suministros durante el día, y defenderse de las criaturas mutantes por la noche.

## Argumento
El juego comienza con el jugador en el papel de Eric Leblanc, viajando en un avión con su hijo Timmy Leblanc, cuando el avión se estrella misteriosamente en una península remota. El jugador y su hijo logran sobrevivir al choque, pero el jugador observa impotente cómo su hijo es secuestrado por un hombre con pintura de guerra roja. Además de tratar de sobrevivir en la naturaleza y defenderse de la vida silvestre hostil, mutantes y caníbales, el jugador busca a su hijo en la península. La superficie de El Bosque, deja pistas para ayudar al jugador a descifrar la historia, pero la mayoría de la trama tiene lugar en las cuevas que surgen en la parte inferior de la península.
Con el tiempo, el jugador descubre un complejo de laboratorios subterráneo abandonado que estaba estudiando un artefacto capaz de resucitar a los muertos, pero que requiere el sacrificio de un niño. El jugador descubre que el secuestrador (Mathew Cross) intentó sacrificar al hijo del jugador para revivir a su hija llamada Megan Cross. Sin embargo, el jugador descubre que la hija se había transformado en un monstruo caníbal agresivo, similar a los otros mutantes que deambulan por la península. El jugador se enfrenta a la niña, quien se apropia y muta más antes de atacarlo, lo que lleva a la muerte de la hija. El jugador intenta usar el cuerpo de la hija para revivir a su hijo, pero el proceso es un fracaso, ya que se necesita un sacrificio en vivo. El jugador explora más el laboratorio y descubre un segundo artefacto que funciona como un tipo de dispositivo PEM (Pulsos electro-magnéticos) capaz de derribar aviones cercanos, lo que implica que es la causa de su propio accidente aéreo. Luego, el jugador usa el artefacto para hacer que otro avión se estrelle, con la intención de encontrar un sacrificio para revivir a su hijo.
Un año después, el jugador y su hijo aparentemente han sido rescatados, y se les invita a un programa de entrevistas para promocionar un libro que el jugador escribió, relatando sus experiencias. Sin embargo, durante el espectáculo, el hijo del jugador se derrumba y comienza a tener un ataque, lo que implica que está pasando por la misma mutación que la hija.
Al finalizar esta secuencia, se muestra a un Timmy adolescente viviendo presumiblemente solo en su apartamento saliendo de ducharse. Se sienta sobre su cama y enfoca la mirada hacia una pared llena de documentos y un gran mapa de una misteriosa península en la que se logra leer en inglés "Sitio 2", dando a entender que en algún lugar del planeta, la compañía Sahara tiene otra base o instalaciones dedicadas a lo mismo, suponiendo que Timmy está empeñado en buscarla, lo que podría dar pie a una posible secuela del juego. La escena finaliza con Timmy levantándose de su cama y dirigiéndose a la ventana de su habitación mientras se observan protuberancias moviéndose dentro de su piel insinuando que a Timmy le ocurrirá lo mismo que a Megan tarde o temprano. Esta última secuencia es curiosa, ya que al mostrarnos un Timmy adolescente podemos deducir que él puede de cierta manera controlar su mutación o bien que estos episodios anteriores a una transformación total son simplemente una advertencia de que tarde o temprano su destino es mutar en algún punto de su vida.

### Final Alternativo
Existe un final alternativo de The Forest. El jugador al llegar a la sala en la que se encuentra el aparato PEM tiene la opción de usar el dispositivo para derribar otro avión y suceder así al final principal, pero el jugador tiene también otra opción. En la misma sala el jugador encuentra una computadora en el suelo con la pantalla en negro y con letras grandes de color rojo en la que se lee "Apagado de emergencia" pudiendo así desactivar el aparato para siempre. Si el jugador elige esta opción, renuncia a poder salvar a Timmy y aceptar su muerte, evitando así una nueva tragedia aérea con otro avión y hacerle lo mismo a otro padre (quitarle a su hijo para revivir a Timmy). El jugador puede seguir explorando, construyendo y matando caníbales por todo el mundo sin un fin en el juego, ya que se tiene total libertad una vez se haya elegido esta opción. A la vez encuentra una cueva en la que al explorarla encuentra un aparato pequeño parecido al PEM con la opción de plantarlo en el lugar que el jugador desee, lo cual le permite al jugador ahuyentar a los caníbales si la luz se pone en azul, y atraer a los caníbales la luz lo cambia a rojo (ADVERTENCIA, no funciona con los mutantes).

## Desarrollo
Una versión pre-alfa fue publicada a través de un acceso temprano a Steam el 30 de mayo de 2014. 
The Forest está inspirado en películas de culto como The Descent y Cannibal Holocaust y en videojuegos como Don't Starve, y fue aceptado como parte de Greenlight Steam en 2013. Los desarrolladores de Endnight Games han dicho que Disney sirvió como inspiración, comentando que ellos no quieren que todo el juego sea completamente "oscuro y deprimente". Es juego es compatible con modos de realidad virtual. El equipo de desarrollo consideró un modo multijugador, del cual dijeron que podría añadir a la sensación de aleatoriedad en el juego, a pesar de que deseaban permanecer lejos de la sensación masiva multijugador de DayZ o Rust. Este modo multijugador se hizo realidad el día 10 de noviembre de 2014, con la implantación de la versión 0.09.
El equipo de desarrollo ha trabajado en los efectos visuales de películas como The Amazing Spider-Man 2: Rise of Electro y Tron: Legacy. El juego se desarrolló inicialmente con el motor de juego Unity 4, pero se cambió a Unity 5 en una actualización en abril de 2015. En diciembre de 2014, se anunció que el juego se lanzaría en PlayStation 4. Se espera que el juego deje su etapa de acceso anticipado, para tener su lanzamiento oficial en abril de 2018.

## Recepción
El videojuego recibió críticas positivas desde su acceso temprano.
Metacritic sumó 17 críticas de la prensa especializada en 83 puntos sobre 100 para la versión de Windows y siete críticas en 78 puntos para la versión de PlayStation 4. OpenCritic resumió 26 críticas en una puntuación global multiplataforma de 81 puntos sobre 100 y le otorgó la calificación de "fuerte". El 68% de los críticos recomendaría el juego.
En noviembre de 2018, el desarrollador Endnight Games anunció que The Forest había vendido más de 5,3 millones de copias solo para Windows desde el inicio del programa Early Access. El juego fue un claro éxito financiero teniendo en cuenta la cantidad de financiación original de 125.000 dólares estadounidenses. En marzo de 2020, se contabilizaron alrededor de 28.000 jugadores de la versión para PC al mismo tiempo, un nuevo récord en ese momento, aunque el juego ya llevaba casi dos años en el mercado. En diciembre del mismo año, 29.909 jugadores jugaron a The Forest al mismo tiempo. Ambos récords coincidieron con los cierres impuestos en muchos países como medida de protección contra la infección durante la pandemia de COVID-19. Con el 95% de las más de 400.000 reseñas de jugadores en la plataforma de distribución Steam calificadas como "extremadamente positivas", The Forest es uno de los favoritos del público a pesar de que las reseñas de prensa "sólo" están por encima de la media. Esta impresión fue confirmada por una encuesta realizada a los lectores de GameStar en 2020.